# 戈索伊爾哈德烏帕齊拉
戈索伊爾哈德乌帕齐拉是孟加拉国沙里亞德布爾縣的一个乌帕齐拉，位於達卡专区的沙里亞德布爾縣。

## 人口
據1991年孟加拉國人口普查，戈索伊爾哈德共有戶數22,906戶，人口115882人。其中男性佔比50.48%，女性佔比49.52%；成年人口53,825人。該地7歲以上人口之平均識字率為20.2%，低於全國平均值（32.4%）。